# Paleis van Justitie (Hazebroek)
Het Paleis van Justitie is een bouwwerk in de tot het Noorderdepartement behorende stad Hazebroek, gelegen aan de Rue André Biebuyck.
Het justitiepaleis is gebouwd in 1894 naar ontwerp van Van Den Bulcke. De benedenverdieping is in zandsteen. Het ontwerp is sterk eclectisch met een neogotische ingangspartij en neorenaissance vensters van de zijvleugels, om het gebouw te laten harmoniëren met de naastgelegen burgerhuizen.
Het fronton werd vervaardigd door Georges Turck en symboliseert het recht en de wet.
In het interieur is de grote gerechtszaal van belang, welke via een indrukwekkende trap betreden wordt.